# Ptahhotep
Ptahhotep, noto anche come Ptahhotpe o Ptah-Hotep (fl. XXV-XXIV secolo a.C.),  è stato un visir antico egizio.

## Biografia
Fu amministratore della città e visir durante il regno di  Djedkara Isesi della V dinastia ed è accreditato di essere l'autore delle Massime di Ptahhotep, uno dei primi esempi egiziani di letteratura sapienziale avente lo scopo di istruire i giovani a un comportamento adeguato.
Ebbe un figlio chiamato Akhethotep, che fu a sua volta visir ed egli ed i suoi discendenti vennero tumulati a Saqqara.
La tomba di Ptahhotep è costituita da una mastaba sita a nord di Saqqara. Suo nipote Ptahhotep Tshefi, che visse durante il regno di Unis, venne tumulato nella mastaba di suo padre. La loro tomba è famosa per i dipinti presenti al suo esterno.

## Massime di Ptahhotep
Ci sono studiosi che fanno risalire le Massime di Ptahhotep a molto prima del XXV secolo a.C. Ad esempio, lo storico Will Durant, vincitore del Premio Pulitzer, data questi scritti al 2880 a.C. in The Story of Civilization. Durant sostiene che Ptahhotep potrebbe essere considerato il primo filosofo in virtù del fatto di aver scritto i frammenti più antichi a noi noti di filosofia morale.
Suo nipote, Ptahhotep Tshefi, è tradizionalmente accreditato di essere l'autore di una serie di massime di saggezza note come Massime di Ptahhotep, le cui note di apertura attribuiscono la paternità al visir Ptahhotep: istruzioni del sindaco della città, il visir Ptahhotep, sotto la maestà del re Isesi. Essi assumono la forma di consigli e istruzioni, fatte da un padre a suo figlio, e si dice siano stati assemblati nel tardo Antico Regno. Tuttavia, i loro più antichi esemplari superstiti sono scritti in medio egiziano risalente alla fine del Primo periodo intermedio del Medio Regno
La traduzione di Battiscombe Gunn, pubblicata nel 1906 come parte della serie "Wisdom of the East", venne realizzata direttamente dal papiro di Parigi, piuttosto che da copie, ed è ancora in stampa.
Una copia manoscritta, il Papiro Prisse, è esposta nella Biblioteca nazionale di Francia a Parigi.

## Influenze moderne
Nel suo popolare libro del 1960, Iniziation, la scrittrice  Elizabeth Haich afferma che in una vita passata ella fu allieva e nipote di Ptahhotep. Inoltre, in un episodio di Quantum Leap intitolato "La maledizione di Ptah-Hotep", Sam Beckett si immedesimò in un archeologo di nome Dale Conway scrivendo che lui e un suo collega avevano scoperto la tomba di Ptah-Hotep.